# Rally di Finlandia 2022

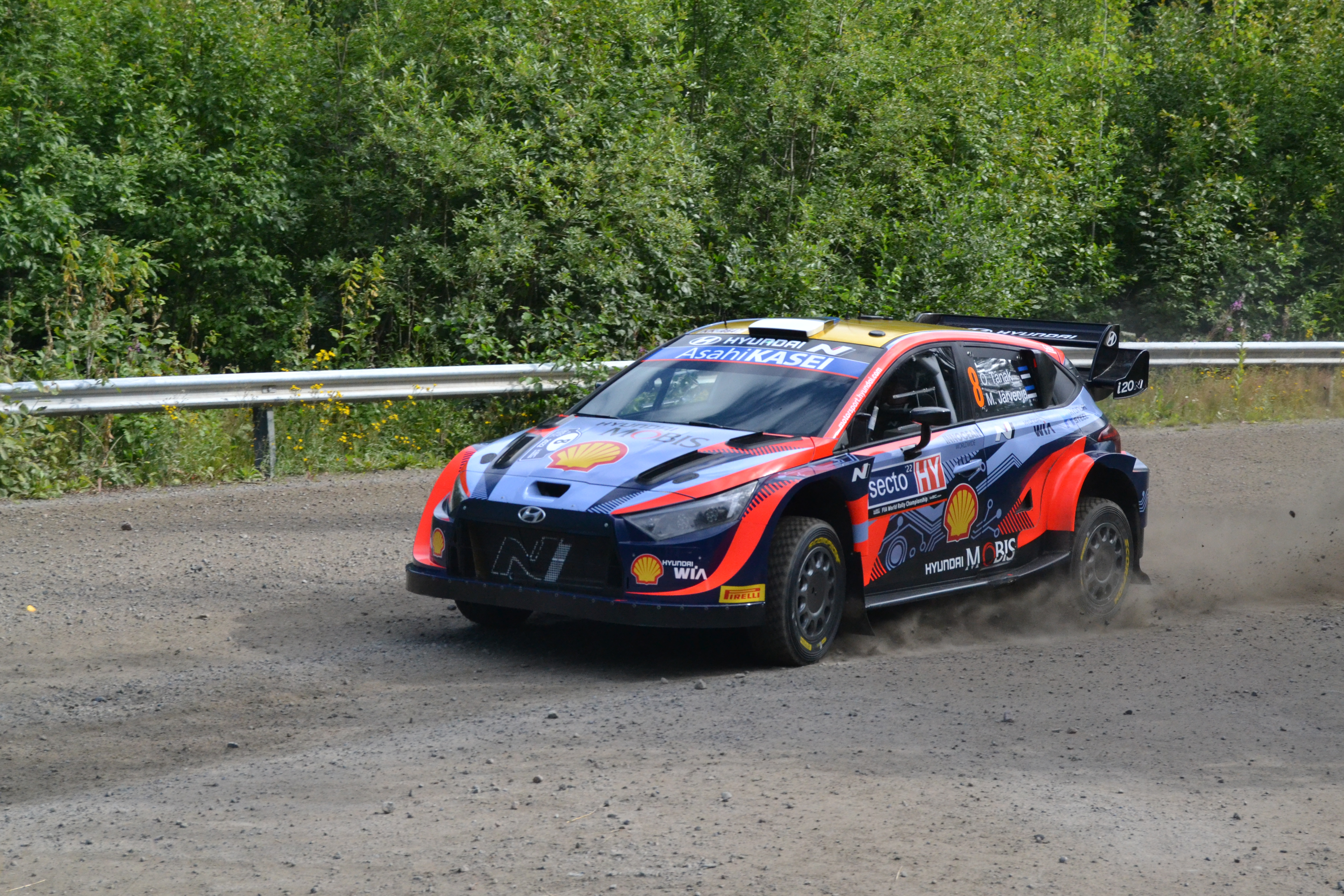
I vincitori Ott Tänak e Martin Järveoja durante lo shakedown

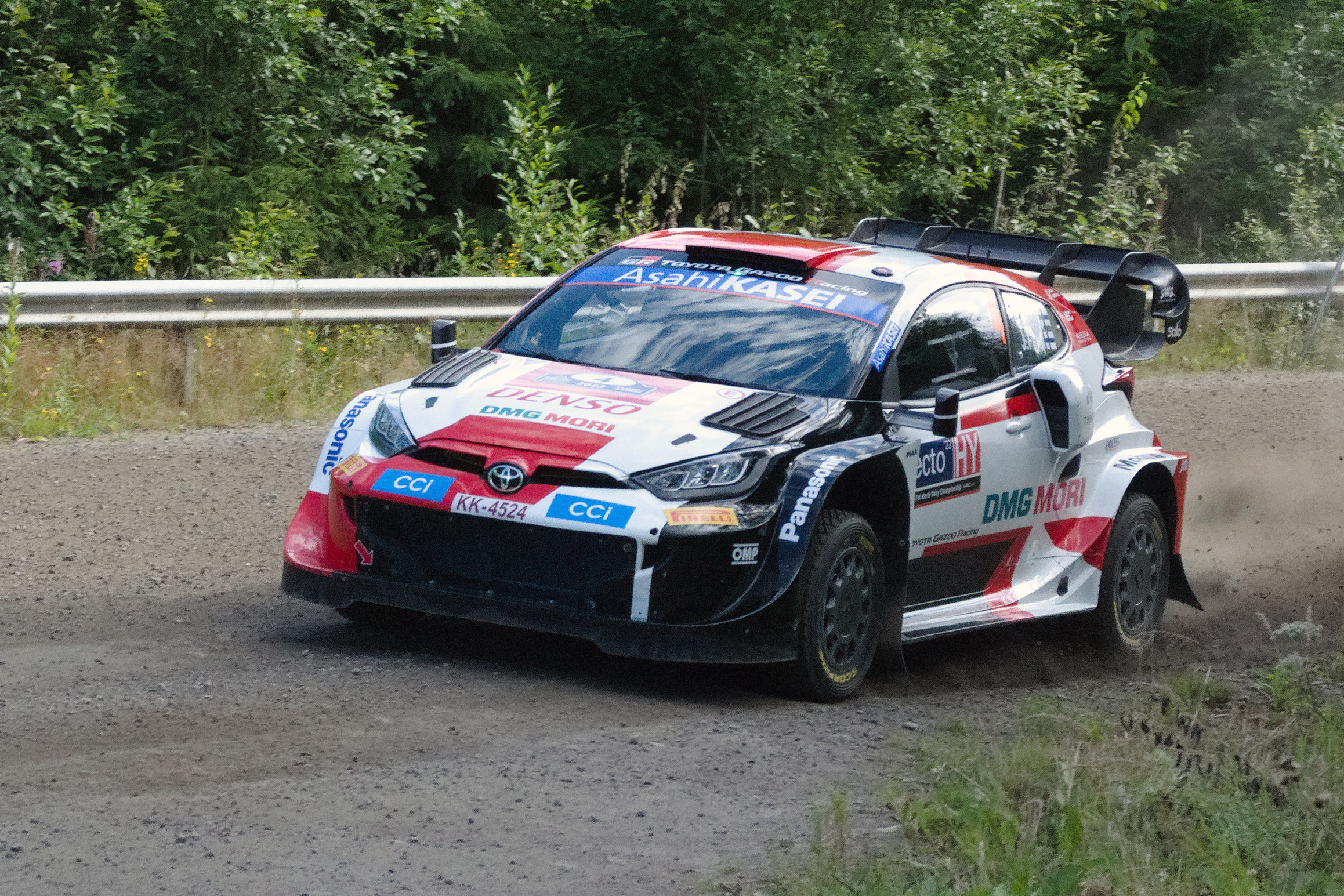
Esapekka Lappi e Janne Ferm, terzi classificati, qui durante lo shakedown

Il Rally di Finlandia 2022, ufficialmente denominato 71st Secto Rally Finland, è stata l'ottava prova del campionato del mondo rally 2022 nonché la settantunesima edizione del Rally di Finlandia e la quarantanovesima con valenza mondiale.

## Riepilogo
La manifestazione si è svolta dal 4 al 7 agosto sugli ondulati sterrati che attraversano le foreste della Finlandia Centrale nel territorio attorno alla città di Jyväskylä, sede abituale del rally, nella quale fu allestito anche il parco assistenza per tutti i concorrenti.
L'evento è stato vinto dall'estone Ott Tänak, navigato dal connazionale Martin Järveoja, al volante di una Hyundai i20 N Rally1 del team Hyundai Shell Mobis WRT, seguiti dalla coppia finlandese formata da Kalle Rovanperä e Jonne Halttunen su Toyota GR Yaris Rally1 della squadra Toyota Gazoo Racing WRT e dall'altro equipaggio finlandese composto da Esapekka Lappi e Janne Ferm, anch'essi su una Toyota GR Yaris Rally1. Tänak e Järveoja conquistarono così il loro secondo successo stagionale dopo quello ottenuto in Sardegna, nonché il terzo in carriera nella prestigiosa gara finlandese e il primo in assoluto per Hyundai, rispondendo all'attacco veemente dei leader delle classifiche mondiali Rovanperä e Halttunen e riuscendo alla fine a prevalere con una prova giudicata dallo stesso Tänak come "la migliore che abbia mai avuto".
I finlandesi Emil Lindholm e Reeta Hämäläinen, su Škoda Fabia Rally2 Evo della squadra Toksport WRT 2, hanno invece conquistato il successo nel campionato WRC-2, il primo in assoluto in carriera, dopo che i connazionali Teemu Suninen e Mikko Markula, che avevano tagliato per primi il traguardo su una Hyundai i20 N Rally2 del team ufficiale Hyundai Motorsport N, vennero squalificati nel dopo gara per via del paraurti anteriore sotto peso; l'altra coppia finlandese costituita da Lauri Joona e Tuukka Shemeikka su Ford Fiesta Rally3 hanno invece primeggiato nella serie WRC-3.

## Dati della prova
| Denominazione ufficiale             | Secto Rally Finland                                                     |
| Edizione N°                         | 71                                                                      |
| Tappa N°                            | 8 di 13                                                                 |
| Data manifestazione                 | da giovedì 04/08/2022 a domenica 07/08/2022                             |
| Sede ospitante                      | Jyväskylä (Finlandia Centrale, Finlandia)                               |
| Sede parco assistenza               | Paviljonki, Jyväskylä                                                   |
| Superficie                          | Sterrato                                                                |
| Direttore di gara                   | Kai Tarkiainen                                                          |
| Iscritti                            | 45                                                                      |
| Partiti                             | 43                                                                      |
| Arrivati                            | 34 (79,1%)                                                              |
| Prove speciali previste             | 22                                                                      |
| Prove speciali disputate            | 21 (1 cancellata)                                                       |
| Prova più breve                     | 2,01 km (PS6: Harju 2)                                                  |
| Prova più lunga                     | 21,69 km (PS3 e PS5: Lankamaa)                                          |
| Prova più lenta                     | velocità media di 77,39 km/h (PS6: Harju 2)                             |
| Prova più veloce                    | velocità media di 132,71 km/h (PS10: Sahloinen - Moksi 2)               |
| Lunghezza prove speciali previste   | 322,61 km                                                               |
| Lunghezza prove speciali disputate  | 300,92 km (21,4% della distanza totale effettiva - cancellati 21,69 km) |
| Lunghezza complessiva trasferimenti | 1104,86 km                                                              |
| Distanza totale effettiva           | 1405,78 km                                                              |
| Media oraria del vincitore          | velocità media di 125,3 km/h (300,92 km in 2h24'04"6)                   |

## Itinerario
Novità dell'edizione 2022:
- La gara tornò al suo appuntamento classico di metà estate dato che l'edizione 2021 si svolse in ottobre;
- Circa la metà dell'itinerario è nuovo rispetto alla precedente edizione e almeno il 10% della distanza cronometrata non è mai stata corsa nella storia della manifestazione;
- La prova speciale inaugurale del giovedì Harju 1 venne rivisitata con due giri da svolgersi su un tracciato differente; la Harju 2 del venerdì si disputò invece seguendo il classico percorso;
- La speciale Lankamaa venne reinserita nel programma per la prima volta dal 2017 e da corrersi in direzione opposta;
- Vennero inserite due prove inedite al sabato: Rapsula e Vekkula.

| Frazione           | Prova  | Ora    | Nome                                                | Lunghezza | Totale    |
| ------------------ | ------ | ------ | --------------------------------------------------- | --------- | --------- |
| Frazione 1 (4 ago) | PS1    | 19:08  | Harju 1                                             | 3,48 km   | 3,48 km   |
|                    |        |        |                                                     |           |           |
| Frazione 2 (5 ago) |        | 06:55  | Assistenza – Paviljonki, Jyväskylä (15 min)         | –         | 128,39 km |
| Frazione 2 (5 ago) | PS2    | 08:00  | Laukaa 1                                            | 11,75 km  | 128,39 km |
| Frazione 2 (5 ago) | PS3    | 08:55  | Lankamaa 1                                          | 21,69 km  | 128,39 km |
| Frazione 2 (5 ago) |        | 10:55  | Assistenza – Paviljonki, Jyväskylä (30 min)         | –         | 128,39 km |
| Frazione 2 (5 ago) | PS4    | 12:15  | Laukaa 2                                            | 11,75 km  | 128,39 km |
| Frazione 2 (5 ago) | PS5    | 13:10  | Lankamaa 2                                          | 21,69 km  | 128,39 km |
| Frazione 2 (5 ago) | PS6    | 14:30  | Harju 2                                             | 2,01 km   | 128,39 km |
| Frazione 2 (5 ago) |        | 15:35  | Assistenza – Paviljonki, Jyväskylä (30 min)         | –         | 128,39 km |
| Frazione 2 (5 ago) | PS7    | 17:00  | Ässämäki 1                                          | 12,31 km  | 128,39 km |
| Frazione 2 (5 ago) | PS8    | 17:53  | Sahloinen - Moksi 1                                 | 15,70 km  | 128,39 km |
| Frazione 2 (5 ago) | PS9    | 19:13  | Ässämäki 2                                          | 12,31 km  | 128,39 km |
| Frazione 2 (5 ago) | PS10   | 20:06  | Sahloinen - Moksi 2                                 | 15,70 km  | 128,39 km |
| Frazione 2 (5 ago) |        | 21:21  | Assistenza (flexi) – Paviljonki, Jyväskylä (45 min) | –         | 128,39 km |
|                    |        |        |                                                     |           |           |
| Frazione 3 (6 ago) |        | 06:05  | Assistenza – Paviljonki, Jyväskylä (15 min)         | –         | 150,30 km |
| Frazione 3 (6 ago) | PS11   | 08:08  | Päijälä 1                                           | 20,19 km  | 150,30 km |
| Frazione 3 (6 ago) | PS12   | 09:08  | Rapsula 1                                           | 20,56 km  | 150,30 km |
| Frazione 3 (6 ago) | PS13   | 10:08  | Patajoki 1                                          | 13,75 km  | 150,30 km |
| Frazione 3 (6 ago) | PS14   | 11:08  | Vekkula 1                                           | 20,65 km  | 150,30 km |
| Frazione 3 (6 ago) |        | 13:20  | Assistenza – Paviljonki, Jyväskylä (30 min)         | –         | 150,30 km |
| Frazione 3 (6 ago) | PS15   | 15:38  | Päijälä 2                                           | 20,19 km  | 150,30 km |
| Frazione 3 (6 ago) | PS16   | 16:38  | Rapsula 2                                           | 20,56 km  | 150,30 km |
| Frazione 3 (6 ago) | PS17   | 17:38  | Patajoki 2                                          | 13,75 km  | 150,30 km |
| Frazione 3 (6 ago) | PS18   | 18:38  | Vekkula 2                                           | 20,65 km  | 150,30 km |
| Frazione 3 (6 ago) |        | 20:18  | Assistenza (flexi) – Paviljonki, Jyväskylä (45 min) | –         | 150,30 km |
|                    |        |        |                                                     |           |           |
| Frazione 4 (7 ago) |        | 07:15  | Assistenza – Paviljonki, Jyväskylä (15 min)         | –         | 43,92 km  |
| Frazione 4 (7 ago) | PS19   | 08:23  | Oittila 1                                           | 10,84 km  | 43,92 km  |
| Frazione 4 (7 ago) | PS20   | 09:38  | Ruuhimäki 1                                         | 11,12 km  | 43,92 km  |
| Frazione 4 (7 ago) | PS21   | 11:01  | Oittila 2                                           | 10,84 km  | 43,92 km  |
| Frazione 4 (7 ago) | PS22   | 13:18  | Ruuhimäki 2 (power stage)                           | 11,12 km  | 43,92 km  |
| Totale             | Totale | Totale | Totale                                              | Totale    | 322,61 km |

## Risultati

### Classifica
| Pos.      | Nº       | Pilota            | Co-pilota              | Auto                   | Squadra                    | Classe/Validità | Tempo     | Distacco   | Punti    |
| Generale  | Generale | Generale          | Generale               | Generale               | Generale                   | Generale        | Generale  | Generale   | Generale |
| --------- | -------- | ----------------- | ---------------------- | ---------------------- | -------------------------- | --------------- | --------- | ---------- | -------- |
| 1.        | 8        | Ott Tänak         | Martin Järveoja        | Hyundai i20 N Rally1   | Hyundai Shell Mobis WRT    | WRC             | 2h24'04"6 | –          | 27       |
| 2.        | 69       | Kalle Rovanperä   | Jonne Halttunen        | Toyota GR Yaris Rally1 | Toyota Gazoo Racing WRT    | WRC             | 2h24'11"4 | +6"8       | 23       |
| 3.        | 4        | Esapekka Lappi    | Janne Ferm             | Toyota GR Yaris Rally1 | Toyota Gazoo Racing WRT    | WRC             | 2h25'25"3 | +1'20"7    | 15       |
| 4.        | 33       | Elfyn Evans       | Scott Martin           | Toyota GR Yaris Rally1 | Toyota Gazoo Racing WRT    | WRC             | 2h25'42"2 | +1'37"6    | 15       |
| 5.        | 11       | Thierry Neuville  | Martijn Wydaeghe       | Hyundai i20 N Rally1   | Hyundai Shell Mobis WRT    | WRC             | 2h26'22"6 | +2'18"0    | 11       |
| 6.        | 18       | Takamoto Katsuta  | Aaron Johnston         | Toyota GR Yaris Rally1 | Toyota Gazoo Racing WRT NG | WRC             | 2h27'13"6 | +3'09"0    | 10       |
| 7.        | 44       | Gus Greensmith    | Jonas Andersson        | Ford Puma Rally1       | M-Sport Ford WRT           | WRC             | 2h28'01"6 | +3'57"0    | 6        |
| 8.        | 20       | Emil Lindholm     | Reeta Hämäläinen       | Škoda Fabia Rally2 Evo | Toksport WRT 2             | WRC-2           | 2h33'43"6 | +9'39"0    | 7        |
| 9.        | 68       | Jari Huttunen     | Mikko Lukka            | Ford Puma Rally1       | M-Sport Ford WRT           | WRC             | 2h34'36"2 | +10'31"6   | 2        |
| 10.       | 22       | Egon Kaur         | Silver Simm            | Volkswagen Polo GTI R5 | -                          | WRC-2           | 2h35'36"7 | +11'32"1   | 1        |
| ...       | ...      | ...               | ...                    | ...                    | ...                        | ...             | ...       | ...        | ...      |
| 32.       | 42       | Craig Breen       | Paul Nagle             | Ford Puma Rally1       | M-Sport Ford WRT           | WRC             | 3h35'00"5 | +1h10'55"9 | 4        |
| WRC-2     |          |                   |                        |                        |                            |                 |           |            |          |
| 1. (8.)   | 20       | Emil Lindholm     | Reeta Hämäläinen       | Škoda Fabia Rally2 Evo | Toksport WRT 2             | WRC-2           | 2h33'43"6 | –          | 27       |
| 2. (10.)  | 22       | Egon Kaur         | Silver Simm            | Volkswagen Polo GTI R5 | -                          | WRC-2           | 2h35'36"7 | +1'53"1    | 18       |
| 3. (11.)  | 25       | Hayden Paddon     | John Kennard           | Hyundai i20 N Rally2   | -                          | WRC-2           | 2h35'47"3 | +2'03"7    | 15       |
| 4. (12.)  | 23       | Teemu Asunmaa     | Ville Mannisenmäki     | Škoda Fabia Rally2 Evo | TGS                        | WRC-2           | 2h38'11"8 | +4'28"2    | 12       |
| 5. (13.)  | 28       | Eerik Pietarinen  | Antti Linnaketo        | Volkswagen Polo GTI R5 | -                          | WRC-2           | 2h38'39"6 | +4'56"0    | 11       |
| 6. (14.)  | 29       | Mikołaj Marczyk   | Szymon Gospodarczyk    | Škoda Fabia Rally2 Evo | -                          | WRC-2           | 2h39'21"5 | +5'37"9    | 8        |
| 7. (15.)  | 34       | Fabrizio Zaldivar | Marcelo Der Ohannesian | Hyundai i20 N Rally2   | Hyundai Motorsport N       | WRC-2           | 2h39'54"4 | +6'10"8    | 6        |
| 8. (17.)  | 31       | Martin Prokop     | Michal Ernst           | Ford Fiesta Rally2     | -                          | WRC-2           | 2h43'41"2 | +9'57"6    | 4        |
| 9. (20.)  | 37       | Freddy Loix       | Pieter Tsjoen          | Škoda Fabia Rally2 Evo | -                          | WRC-2           | 2h50'41"8 | +16'58"2   | 2        |
| 10. (21.) | 27       | Sami Pajari       | Enni Mälkönen          | Škoda Fabia Rally2 Evo | -                          | WRC-2           | 2h54'20"0 | +20'36"4   | 4        |
| WRC-3     |          |                   |                        |                        |                            |                 |           |            |          |
| 1. (16.)  | 38       | Lauri Joona       | Tuukka Shemeikka       | Ford Fiesta Rally3     | -                          | WRC-3           | 2h42'52"5 | –          | 25       |
| 2. (19.)  | 39       | Jan Černý         | Jan Tománek            | Ford Fiesta Rally3     | -                          | WRC-3           | 2h47'16"3 | +4'23"8    | 18       |
| 3. (27.)  | 43       | Henri Timonen     | Jussi Kärpijoki        | Ford Fiesta Rally3     | -                          | WRC-3           | 3h01'13"7 | +18'21"2   | 15       |
| 4. (28.)  | 40       | Toni Herranen     | Sebastian Virtanen     | Ford Fiesta Rally3     | -                          | WRC-3           | 3h01'58"0 | +19'05"5   | 12       |

| Principali ritiri | Principali ritiri | Principali ritiri   | Principali ritiri      | Principali ritiri      | Principali ritiri       | Principali ritiri | Principali ritiri                       | Principali ritiri |
| PS                | Nº                | Pilota              | Copilota               | Auto                   | Squadra                 | Classe            | Causa                                   | Pos.              |
| ----------------- | ----------------- | ------------------- | ---------------------- | ---------------------- | ----------------------- | ----------------- | --------------------------------------- | ----------------- |
| PS 1              | 26                | Nikolaj Grjazin     | Konstantin Aleksandrov | Škoda Fabia Rally2 Evo | Toksport WRT 2          | WRC-2             | Incidente durante lo shakedown          | –                 |
| PS 2              | 2                 | Oliver Solberg      | Elliott Edmondson      | Hyundai i20 N Rally1   | Hyundai Shell Mobis WRT | WRC               | Capottamento                            | 7º                |
| PS 22             | 7                 | Pierre-Louis Loubet | Vincent Landais        | Ford Puma Rally1       | M-Sport Ford WRT        | WRC               | Problemi meccanici                      | 8º                |
| PS 22             | 21                | Teemu Suninen       | Mikko Markkula         | Hyundai i20 N Rally2   | Hyundai Motorsport N    | WRC-2             | Escluso (paraurti anteriore sotto peso) | 9º                |

Legenda
| Icona   | Note                                                                                     |
| ------- | ---------------------------------------------------------------------------------------- |
| WRC     | Equipaggio di classe Rally1 che può conquistare punti per il campionato costruttori.     |
| WRC     | Equipaggio di classe Rally1 che non può conquistare punti per il campionato costruttori. |
| WRC-2   | Equipaggio di classe RC2 registrato al campionato WRC-2.                                 |
| WRC-3   | Equipaggio di classe RC3 registrato al campionato WRC-3.                                 |
| WRC-3 J | Equipaggio di classe RC3 registrato al campionato WRC-3 Junior.                          |
|         | Ulteriori classificazioni                                                                |

### Prove speciali
| Frazione           | Prova | Ora   | Nome                      | Lunghezza | Vincitori                                                   | Tempo            | Velocità media   | Leader del rally                  |
| ------------------ | ----- | ----- | ------------------------- | --------- | ----------------------------------------------------------- | ---------------- | ---------------- | --------------------------------- |
| Frazione 1 (4 ago) | PS1   | 19:08 | Harju 1                   | 3,48 km   | Thierry Neuville Martijn Wydaeghe                           | 2'41"7           | 77,48 km/h       | Thierry Neuville Martijn Wydaeghe |
|                    |       |       |                           |           |                                                             |                  |                  |                                   |
| Frazione 2 (5 ago) | PS2   | 08:00 | Laukaa 1                  | 11,75 km  | Ott Tänak Martin Järveoja                                   | 5'24"6           | 130,31 km/h      | Ott Tänak Martin Järveoja         |
| Frazione 2 (5 ago) | PS3   | 08:55 | Lankamaa 1                | 21,69 km  | Esapekka Lappi Janne Ferm                                   | 9'59"0           | 130,36 km/h      | Ott Tänak Martin Järveoja         |
| Frazione 2 (5 ago) | PS4   | 12:15 | Laukaa 2                  | 11,75 km  | Ott Tänak Martin Järveoja                                   | 5'19"9           | 132,23 km/h      | Ott Tänak Martin Järveoja         |
| Frazione 2 (5 ago) | PS5   | 13:10 | Lankamaa 2                | 21,69 km  | Prova cancellata                                            | Prova cancellata | Prova cancellata | Ott Tänak Martin Järveoja         |
| Frazione 2 (5 ago) | PS6   | 14:30 | Harju 2                   | 2,01 km   | Takamoto Katsuta Aaron Johnston                             | 1'33"5           | 77,39 km/h       | Ott Tänak Martin Järveoja         |
| Frazione 2 (5 ago) | PS7   | 17:00 | Ässämäki 1                | 12,31 km  | Ott Tänak Martin Järveoja                                   | 5'42"5           | 129,39 km/h      | Ott Tänak Martin Järveoja         |
| Frazione 2 (5 ago) | PS8   | 17:53 | Sahloinen - Moksi 1       | 15,70 km  | Esapekka Lappi Janne Ferm                                   | 7'10"4           | 131,32 km/h      | Ott Tänak Martin Järveoja         |
| Frazione 2 (5 ago) | PS9   | 19:13 | Ässämäki 2                | 12,31 km  | Esapekka Lappi Janne Ferm                                   | 5'37"6           | 131,27 km/h      | Ott Tänak Martin Järveoja         |
| Frazione 2 (5 ago) | PS10  | 20:06 | Sahloinen - Moksi 2       | 15,70 km  | Esapekka Lappi Janne Ferm                                   | 7'05"9           | 132,71 km/h      | Ott Tänak Martin Järveoja         |
|                    |       |       |                           |           |                                                             |                  |                  | Ott Tänak Martin Järveoja         |
| Frazione 3 (6 ago) | PS11  | 08:08 | Päijälä 1                 | 20,19 km  | Elfyn Evans Scott Martin                                    | 9'38"1           | 125,73 km/h      | Ott Tänak Martin Järveoja         |
| Frazione 3 (6 ago) | PS12  | 09:08 | Rapsula 1                 | 20,56 km  | Kalle Rovanperä Jonne Halttunen                             | 9'57"6           | 123,86 km/h      | Ott Tänak Martin Järveoja         |
| Frazione 3 (6 ago) | PS13  | 10:08 | Patajoki 1                | 13,75 km  | Kalle Rovanperä Jonne Halttunen                             | 6'34"2           | 125,57 km/h      | Ott Tänak Martin Järveoja         |
| Frazione 3 (6 ago) | PS14  | 11:08 | Vekkula 1                 | 20,65 km  | Ott Tänak Martin Järveoja                                   | 10'12"6          | 121,35 km/h      | Ott Tänak Martin Järveoja         |
| Frazione 3 (6 ago) | PS15  | 15:38 | Päijälä 2                 | 20,19 km  | Kalle Rovanperä Jonne Halttunen                             | 9'27"9           | 127,99 km/h      | Ott Tänak Martin Järveoja         |
| Frazione 3 (6 ago) | PS16  | 16:38 | Rapsula 2                 | 20,56 km  | Kalle Rovanperä Jonne Halttunen                             | 9'35"8           | 128,54 km/h      | Ott Tänak Martin Järveoja         |
| Frazione 3 (6 ago) | PS17  | 17:38 | Patajoki 2                | 13,75 km  | Ott Tänak Martin Järveoja e Kalle Rovanperä Jonne Halttunen | 6'25"2           | 128,50 km/h      | Ott Tänak Martin Järveoja         |
| Frazione 3 (6 ago) | PS18  | 18:38 | Vekkula 2                 | 20,65 km  | Kalle Rovanperä Jonne Halttunen                             | 9'56"8           | 124,56 km/h      | Ott Tänak Martin Järveoja         |
|                    |       |       |                           |           |                                                             |                  |                  | Ott Tänak Martin Järveoja         |
| Frazione 4 (7 ago) | PS19  | 08:23 | Oittila 1                 | 10,84 km  | Ott Tänak Martin Järveoja                                   | 5'19"5           | 122,14 km/h      | Ott Tänak Martin Järveoja         |
| Frazione 4 (7 ago) | PS20  | 09:38 | Ruuhimäki 1               | 11,12 km  | Ott Tänak Martin Järveoja e Kalle Rovanperä Jonne Halttunen | 5'22"9           | 123,98 km/h      | Ott Tänak Martin Järveoja         |
| Frazione 4 (7 ago) | PS21  | 11:01 | Oittila 2                 | 10,84 km  | Kalle Rovanperä Jonne Halttunen                             | 5'17"6           | 122,87 km/h      | Ott Tänak Martin Järveoja         |
| Frazione 4 (7 ago) | PS22  | 13:18 | Ruuhimäki 2 (power stage) | 11,12 km  | Kalle Rovanperä Jonne Halttunen                             | 5'17"1           | 126,24 km/h      | Ott Tänak Martin Järveoja         |

### Power stage
PS22: Ruuhimäki 2 di 11,12 km, disputatasi domenica 7 agosto 2022 alle ore 13:18 (UTC+3).
| Pos. | No. | Pilota           | Copilota         | Auto                   | Squadra                 | Classe | Tempo  | Distacco | PP | PC |
| ---- | --- | ---------------- | ---------------- | ---------------------- | ----------------------- | ------ | ------ | -------- | -- | -- |
| 1    | 69  | Kalle Rovanperä  | Jonne Halttunen  | Toyota GR Yaris Rally1 | Toyota Gazoo Racing WRT | Rally1 | 5'17"1 | –        | 5  | 5  |
| 2    | 42  | Craig Breen      | Paul Nagle       | Ford Puma Rally1       | M-Sport Ford WRT        | Rally1 | 5'20"2 | +3"1     | 4  | 4  |
| 3    | 33  | Elfyn Evans      | Scott Martin     | Toyota GR Yaris Rally1 | Toyota Gazoo Racing WRT | Rally1 | 5'20"2 | +3"1     | 3  | 3  |
| 4    | 8   | Ott Tänak        | Martin Järveoja  | Hyundai i20 N Rally1   | Hyundai Shell Mobis WRT | Rally1 | 5'20"3 | +3"2     | 2  | 2  |
| 5    | 11  | Thierry Neuville | Martijn Wydaeghe | Hyundai i20 N Rally1   | Hyundai Shell Mobis WRT | Rally1 | 5'20"3 | +3"2     | 1  | 1  |

## Classifiche mondiali
Classifica piloti
| Pos. | Pos. | Pilota               | Punti |
| ---- | ---- | -------------------- | ----- |
| 1    |      | Kalle Rovanperä      | 198   |
| 2    | 2    | Ott Tänak            | 104   |
| 3    | 1    | Thierry Neuville     | 103   |
| 4    | 1    | Elfyn Evans          | 94    |
| 5    |      | Takamoto Katsuta     | 81    |
| 6    |      | Craig Breen          | 64    |
| 7    | 4    | Esapekka Lappi       | 42    |
| 8    | 1    | Sébastien Loeb       | 35    |
| 9    | 1    | Sébastien Ogier      | 34    |
| 10   | 1    | Dani Sordo           | 34    |
| 11   | 1    | Gus Greensmith       | 34    |
| 12   |      | Andreas Mikkelsen    | 19    |
| 13   |      | Pierre-Louis Loubet  | 18    |
| 14   |      | Oliver Solberg       | 9     |
| 15   |      | Adrien Fourmaux      | 9     |
| 16   | 5    | Emil Lindholm        | 8     |
| 17   | 1    | Yohan Rossel         | 7     |
| 18   | 1    | Jourdan Serderidis   | 6     |
| 19   | 1    | Kajetan Kajetanowicz | 6     |
| 20   | 1    | Nikolaj Grjazin      | 6     |
| 21   | 1    | Jari Huttunen        | 5     |
| 22   | 2    | Ole Christian Veiby  | 4     |
| 23   |      | Erik Cais            | 2     |
| 24   |      | Teemu Suninen        | 2     |
| 25   |      | Jan Solans           | 2     |
| 26   |      | Egon Kaur            | 2     |

Classifica copiloti
| Pos. | Pos. | Pilota                 | Punti |
| ---- | ---- | ---------------------- | ----- |
| 1    |      | Jonne Halttunen        | 198   |
| 2    | 2    | Martin Järveoja        | 104   |
| 3    | 1    | Martijn Wydaeghe       | 103   |
| 4    | 1    | Scott Martin           | 79    |
| 5    |      | Aaron Johnston         | 81    |
| 6    |      | Paul Nagle             | 64    |
| 7    | 4    | Janne Ferm             | 42    |
| 8    | 1    | Isabelle Galmiche      | 35    |
| 9    | 1    | Benjamin Veillas       | 34    |
| 10   | 1    | Cándido Carrera        | 34    |
| 11   | 1    | Jonas Andersson        | 34    |
| 12   |      | Torstein Eriksen       | 19    |
| 13   |      | Vincent Landais        | 18    |
| 14   |      | Elliott Edmondson      | 9     |
| 15   |      | Alexandre Coria        | 9     |
| 16   | 5    | Reeta Hämäläinen       | 8     |
| 17   | 1    | Valentin Sarreaud      | 7     |
| 18   | 1    | Frédéric Miclotte      | 6     |
| 19   | 1    | Maciej Szczepaniak     | 6     |
| 20   | 1    | Konstantin Aleksandrov | 6     |
| 21   | 1    | Mikko Lukka            | 5     |
| 22   | 2    | Stig Rune Skjærmoen    | 4     |
| 23   |      | Petr Těšínský          | 2     |
| 24   |      | Mikko Markkula         | 2     |
| 25   |      | Rodrigo Sanjuan        | 2     |
| 26   |      | Silver Simm            | 2     |

Classifica costruttori WRC
| Pos. | Pos. | Squadra                    | Punti |
| ---- | ---- | -------------------------- | ----- |
| 1    |      | Toyota Gazoo Racing WRT    | 339   |
| 2    |      | Hyundai Shell Mobis WRT    | 251   |
| 3    |      | M-Sport Ford WRT           | 174   |
| 4    |      | Toyota Gazoo Racing WRT NG | 89    |